# 제노아의 상인
제노아의 상인(The Traders of Genoa)은 보드 게임 디자이너 Rudiger Dorn가 디자인 한 보드게임이다. 2001년, 독일의 Alea에 의해 출시되었다. 게임은 2~5명이 할 수 있다.

## 게임 정보
제노아의 상인은 2001년, Alea에서 출판되었으며, Alea Big Box 시리즈의 6번째 작품이다. 이 작품을 통해 Rudiger Dorn이 유명해지는 계기가 되었고 엄청난 자유도를 갖고 있어서 보드게이머들 사이에 호불호가 갈리는 경향이 있다.

## 수상 내역
독일 게임상(2001)

## 목적
플레이어는 제노아의 상인이 된다. 당신은 수익을 가져오는 임무를 달성해 도시의 중요한 건물을 자신의 것으로 만든다. 그러나 그것은 다른 우호적인 상인의 협력이 없다면 달성할 수 없다. 투자를 하고 판매를 하며 나의 도시를 만들어 가는 게임이다.